# NGC 985
NGC 985 (другие обозначения — MCG −2-7-35, MK 1048, VV 285, KUG 0232-090, IRAS02321-0900, PGC 9817) — галактика в созвездии Кит.
Этот объект входит в число перечисленных в оригинальной редакции «Нового общего каталога».
NGC 985 — мощный источник рентгеновского излучения. Это указывает, но то что галактика обладает активным ядром и относится к сейфертовским галактикам типа I. В 2013 году было зафиксировано уменьшение интенсивности рентгеновского излучение и появления в ультрафиолетовых спектрах новых линий поглощения. Причиной этого вероятно стало прохождение материи перед лучом зрения. Затмение скорее всего вызвано газом аккреционного диска сверхмассивной чёрной дыры.
Объект входит в группу галактик nest 200427 вместе с NGC 1018.
По морфологической классификации галактика относится к редкому виду кольцеобразных галактик. Такой тип образуется после центрального столкновения с другой галактикой и прохождения сквозь него, однако данная галактика возникла из-за столкновение другого типа. Считается, что она была образована в результате слияния галактик . При наблюдении в инфракрасном диапазоне было обнаружено второе ядро в 3,8 угловых секундах к северо-западу от активного ядра. Этот регион намного краснее, чем остальная часть галактики, что указывает на присутствие старых звёзд. Исходя из кинематики галактики, вторичное ядро принадлежало галактике-нарушителю, а активное ядро связано с основным звёздным компонентом.
Из-за слияния NGC 985 имеет повышенную скорость звездообразования и в результате ярко светится в инфракрасном диапазоне.